# Villars-Epeney
Villars-Epeney är en ort och kommun i distriktet Jura-Nord vaudois i kantonen Vaud, Schweiz. Kommunen har 100 invånare (2023).